# Katrina Bellio
Katrina Bellio (1 de agosto de 2004) es una deportista de Canadá que compite en natación. Ganó una medalla de bronce en el Campeonato Mundial Junior de Natación de 2019, en la prueba de 4 × 200 m libre.